# The Chase (Doctor Who)
The Chase ist der 16. Handlungsstrang der britischen Science-Fiction-Fernsehserie Doctor Who. Er besteht aus 6 Episoden, die zwischen 22. Mai und dem 26. Juni 1965 ausgestrahlt wurden.

## Handlung
Nachdem der Doktor den Time-Space Visualiser repariert hat und Ian, Barbara und Vicky ihre liebsten Momente in der Menschheitsgeschichte darin beobachten durften, landet die TARDIS auf dem Wüstenplanet Aridius. Während der Doktor und Barbara bei der TARDIS entspannt in der Sonne baden, beschließen Ian und Vicky den Planeten zu erkunden und stolpern dabei auf uralte Höhlensysteme unterhalb der Wüste, wo sie auf die Mire Monster treffen und schwer verletzt werden.

Die Entspannungszeit des Doktors und Barbaras wird durch Störsignale des Time-Space Visualisers gestört und beide beobachten auf dem Bildschirm des Geräts, wie die Daleks sich auf den Weg zum Planeten Aridius machen, um die TARDIS zu zerstören. Da der Time-Space Visualiser nur Dinge zeigt, die bereits in der Vergangenheit passiert sind, befürchtet der Doktor, dass die Daleks bereits auf dem Planeten gelandet sind. Zusammen mit Barbara macht er sich auf die Suche nach Ian und Vicky, um den Planeten so schnell wie möglich zu verlassen, doch die beiden werden von einem Sandsturm überrascht.

Gerade noch rechtzeitig werden sie von den Bewohnern des Planeten gerettet und beobachten, wie ein Dalek aus Sanddünen auftaucht und seine Suche nach der TARDIS fortsetzt. In der unterirdischen Stadt der Aridiusanern angekommen, treffen der Doktor und Barbara auf Ian und Vicky, welche von den Bewohnern noch rechtzeitig vor den Mire-Monstern gerettet wurden. Während eines erneuten Angriffs der Monster beschließen der Doktor und seine Begleiter den Planeten zu verlassen, flüchten in die Tardis, reisen zur Erde im Jahr 1966 und landen auf dem Empire State Building.

Als der Doktor bemerkt, dass die Daleks ihnen auch dorthin folgen, reist die Gruppe weiter und landet als Nächstes im Jahr 1872 auf der Mary Celeste, wo sie von der Besatzung als blinde Passagiere festgenommen werden. Nach kurzer Zeit tauchen auch die Daleks auf dem Schiff auf, woraufhin die Besatzung angsterfüllt das Schiff verlässt und der Doktor und seine Begleiter erneut mit der Tardis vor ihren Erzfeinden flüchten.

Als Nächstes materialisiert die Tardis in einem scheinbar alten verlassenen Anwesen, in welchem der Doktor von Dracula und Frankensteins Monster angegriffen werden. Als erneut die Daleks kurz darauf auftauchen, schaffen es der Doktor und seine Begleiter vor den Monstern zu flüchten, lassen aber im Durcheinander Vicky zurück, welche sich an Bord des Dalekschiffs versteckt, welches sich als Zeitmaschine entpuppt. An Bord beobachtet Vicky wie die Daleks einen Androiden-Doppelgänger des Doktors bauen, welcher Ian, Barbara und Vicky töten und anschließend den Doktor vernichten soll.

Auf dem Dschungelplanet Mechanus kann sich Vicky wieder ihren Freunden anschließen und warnt die Gruppe vor dem Doppelgänger, welcher kurz darauf ebenfalls auftaucht und sich als echter Doktor ausgibt. Ian und Barbara glauben zunächst dem Doppelgänger, das er der echte Doktor ist, aber als dieser Vicky als seine Enkelin Susan bezeichnet, wissen sie das es sich dabei um den Androiden handeln muss. Der Doktor schafft es nach einer kurzen Rangelei seinen Doppelgänger zu deaktivieren und die Gruppe beschließt fürs erste in die unbekannt Metallstadt oberhalb des Dschungels vor den herannahenden Daleks zu flüchten.

In der Stadt angekommen werden die vier Freunde von den Mechonoiden gefangen genommen und treffen auf den auf dem Planeten bruchgelandeten Astronauten Steven Taylor. Als die Daleks kurz darauf die Stadt erreichen bricht ein Kampf zwischen ihnen und den Mechanoiden aus, in dessen Durcheinander der Doktor, seine Begleiter und Steven es schaffen aus ihrer Gefangenschaft zu flüchten, werden aber im Dschungel von Stefen getrennt. Auf dem Weg zur Tardis stolpern die vier über die Zeitmaschine der Daleks, welche allen Anschein nach weiterentwickelter ist als die des Doktors. Ian und Barbara bitten den Doktor die Maschine so einzustellen, sodass die beiden in das London des Jahres 1965 reisen können, um ihre Leben in der Gegenwart fortzusetzen. Der Doktor willigt ein, programmiert die Zeitmaschine der Daleks und die Gruppe trennt sich anschließend.

Nachdem die Zeitmaschine im Jahr 1965 landet, aktivieren Ian und Barbara die Selbstzerstörung ebendieser und freuen sich über ihre erfolgreiche Rückkehr in ihre Heimat. Zur selben Zeit beobachten der Doktor und Vicky innerhalb der Tardis das Geschehen auf dem Time-Space Visualiser und der Doktor erzählt Vicky traurig, dass er die beiden vermissen wird.

## Produktion
Aufgrund der anhaltenden Popularität der Daleks durch die Ausstrahlung in den beiden Folgen „Die Daleks“ und „The Dalek Invasion of Earth“ wurde Terry Nation von Doctor Who Dramaturg Dennis Spooner gebeten einen dritten Handlungsstrang rund um die Außerirdischen vom Planeten Skaro für die zweite Staffel der Serie zu schreiben. Eine frühe Inhaltsangabe des Sechs-Teilige Serial mit dem vorübergehenden Titel „Doctor Who and the Daleks (III)“ wurde im Januar 1965 Produzentin Verity Lambert übergeben, welche befürchtete, dass die Geschichte in dieser Form sehr kostspielig für die Serie und wohl die teuerste Produktion bis zu diesem Zeitpunkt werden würde.

Nach Fertigstellung des Skripts erhielt die Geschichte von Terry Nation den Titel „The Pursuers“ und wurde anschließend von Dramaturg Dennis Spooner nochmal leicht umgeschrieben. Ursprünglich sollten die Szenen, welche auf dem Planeten Aridius spielen, im alten Ägypten stattfinden und die erste Pyramide sollte um die Überreste eines zerstörten Daleks gebaut werden. Auch der Time-Space Visualiser wurde von Dennis Spooner in die Handlung integriert, da der Doktor diesen am Ende des vorangegangenen Serials „The Space Museum“ von den Xeronen geschenkt bekommen hatte und man so die Kontinuität zu dieser Geschichte dem Zuschauer leichte darbrachte. In Nations ursprünglichen Drehbuch wurde anstelle des Visualisers ein sogenannter Time Curve Visi-Scope, welches der Doktor selbst erfand. Auch die Szene in der ersten Folge, in der Ian und Vicky den Zugang zu den Untergrundtunneln entdecken, war im ursprünglichen Skript anders. Darin wurden Ian und Vicky auf der Oberfläche bereits von den Mire Monstern angegriffen und anschließend in die Tunnel entführt.

Eine weitere Änderung geschah in Folge 4, in welcher der Doktor, seine Begleiter und die Daleks in einem futuristischen Vergnügungspark landen und anschließend von einem Dracula und Frankensteins Monster Roboter angegriffen werden. Im ursprünglichen Drehbuch spielten sich diese Geschehnisse nur in der Vorstellungskraft der Begleiter des Doktors ab.

Ebenfalls sollten die Beatles in der ersten Folge einen Cameoauftritt haben, in dem sie als alte Männer verkleidet ihr fiktives 50-jähriges Jubiläum zu ihrem Bestehen feiern. Diese Idee wurde jedoch vom Manager der Beatles Brian Epstein abgelehnt, da es dem Image der Gruppe schaden könnte. Stattdessen wurde sich darauf geeinigt, dass in der Folge eine Aufzeichnung der Gruppe aus der Sendung Top of the Pops verwendet werden dürfe, in der sie ihren damals neuen Song „Ticket to Ride“ spielten.

Richard Martin wurde von Verity Lambert selbst gewählt um die Regie an dem Serial zu übernehmen, da er bereits bei den beiden vorangegangenen Dalek-Handlungsstränge der Serie Regie geführt hatte. Da man aufgrund der verschiedenen Standorte der Handlung und neuen Monster ein höheres Budget für die Geschichte benötigte, wurden Teile des Budgets der vorangegangenen und folgenden Folgen, „The Space Museum“ und „The Time Meddler“, abgezogen und diesem übertragen. Zu dieser Zeit wurde der Titel Geschichte von „The Pursuers“ zu „The Chase“ geändert.

Aufgrund des Ausmaßes an Standorten in der Geschichte, wurden ihr anders als sonst bis zu diesem Zeitpunkt zwei Bühnenbildner zugeordnet. Raymond Cusick arbeitete an der Dalek-Zeitmaschine, der Stadt der Mechanoiden und der Spukhaus-Attraktion, in welcher auch Dracula und Frankensteins Monster auftauchen, während sich John Wood um das Set des Empire State Building und das der Mary Celeste kümmerte.
Aufgrund der Anzahl an benötigten Dalek-Requisiten, borgte sich das Produktionsteam acht Daleks von Amicus Productions aus, welche für den Dr. Who und die Daleks Film gebaut wurden. Schlussendlich kamen aber nur drei Stück zum Einsatz, welche im Hintergrund von Szenen benutzt wurden, die im Dalek-Schiff spielten.

Kurz vor Beginn der Dreharbeiten gaben William Russell und Jacqueline Hill unabhängig voneinander bekannt, dass sie die Serie verlassen würden und so wurde das Ende der letzten Folge umgeschrieben, um Ian und Barbaras Rückkehr ins 20. Jahrhundert zu zeigen. William Hartnell zeigte sich verärgert, da er nach dem Ausstieg der beiden Schauspieler als einziger der ursprünglichen Hauptdarsteller übrig blieb.

Peter Purves, welcher in der Geschichte gleich zwei Rollen spielte, sprach ursprünglich für eine Rolle im Handlungsstrang „The Web Planet“ vor, konnte sich die Rolle aber nicht sichern. Ursprünglich wurde er in der Geschichte nur für die Rolle des Morton Dill in Folge 3 gecastet, beeindruckte aber Regisseur Richard Martin und Produzentin Verity Lambert mit seiner Performance dermaßen, dass ihm die Rolle als zukünftiger Begleiter des Doktors angeboten wurde. Nach einer kurzen Bedenkzeit nahm er das Angebot an und er wurde zusätzlich in Folge 6 als Astronaut Steven Taylor gecastet, welcher sich in der ersten Folge des Serial „The Time Meddler“ dem Doktor als Begleiter anschließen sollte.

## Einschaltquoten
| Episode | Originaltitel           | Laufzeit      | UK Erstausstrahlung | Zuschauerzahl           |
| ------- | ----------------------- | ------------- | ------------------- | ----------------------- |
| 1       | The Executioners        | 25:25 Minuten | 22. Mai 1965        | 10 Millionen Zuschauer  |
| 2       | The Death of Time       | 23:32 Minuten | 29. Mai 1965        | 9,5 Millionen Zuschauer |
| 3       | Flight Through Eternity | 25:23 Minuten | 5. Juni 1965        | 9 Millionen Zuschauer   |
| 4       | Journey into Terror     | 23:49 Minuten | 12. Juni 1965       | 9,5 Millionen Zuschauer |
| 5       | The Death of Doctor Who | 23:27 Minuten | 19. Juni 1965       | 9 Millionen Zuschauer   |
| 6       | The Planet of Decision  | 26:29 Minuten | 26. Juni 1965       | 9,5 Millionen Zuschauer |

## Darsteller
- Doktor – William Hartnell
- Ian Chesterton – William Russell
- Barbara Wright – Jacqueline Hill
- Vicky – Maureen O’Brian
- Abraham Lincoln – Robert Marsden
- Francis Bacon – Roger Hammond
- Elisabeth I. – Vivienne Bennett
- William Shakespeare – Hugh Walters
- Fernsehankündiger – Richard Coe
- Dalek Stimmen – Peter Hawkins und David Graham
- Daleks – Robert Jewell, Kevin Manser, John Scott Martin und Gerald Taylor
- Malsan – Ian Thompson
- Rynian – Hywel Bennett
- Prondyn – Al Raymond
- Touristenführer – Arne Gordon
- Morton Dill & Steven Taylor – Peter Purves
- Albert C. Richardson – Dennis Chinnery
- Kapitän Benjamin Briggs – David Blake Kelly
- Steward – Jack Pitt
- Bosun – Patrick Carter
- Willoughby – Douglas Ditta
- Frankensteins Monter – John Maxim
- Dracula – Malcolm Rogers
- Graue Dame – Roslyn de Winter
- Doppelgänger des Doktors – Edmund Warwick
- Mechanoid Stimmen – David Graham
- Mechanoiden – Murphy Grumbar, Jack Pitt und John Scott Martin
- Mire Monster – Jack Pitt
- Fungoid – Jack Pitt, John Scott Martin und Ken Tyllson
- Busfahrer – Derek Ware

## Veröffentlichung
Eine Taschenbuchadaption der Geschichte geschrieben von John Peel erschien 1989 bei Target Books in England. Das Besondere an der Adaption ist, dass viele Änderungen, welche Denis Spooner vor Drehstart an Terry Nations Drehbuch durchgeführt hatte, wieder rückgängig gemacht wurde. Im August 2011 erschien eine Hörbuchadaption des Taschenbuchs unter dem Titel „Daleks: The Chase“ bei BBC Audiobooks, welches von Maureen O’Brien vorgelesen wurde. Die Dalekdialoge wurden zusätzlich für das Hörbuch von Nicholas Briggs eingesprochen.

In England erschien das Serial auf Video erstmalig im September 1993 als Teil der „Doctor Who: The Daleks Limited Edition Box Set“ zusammen mit dem Serial Die Hand des Omega. Im März 2010 folgte die DVD-Veröffentlichung in einem Box-Set zusammen mit dem Vorgänger-Serial „The Space Museum“ und am 5. Dezember 2022 erschien das Serial als Teil des „Doctor Who The Collection: Season 2“ Sets auf Blu-Ray.